# Katona Sándor (labdarúgó, 1943)
Katona Sándor (Budapest, 1943. február 21. – Budapest, 2009. május 16.) olimpiai bajnok magyar labdarúgó.

## Pályafutása

### Klubcsapatban
1961-ig a Törekvés labdarúgója volt. Innen került Kispestre, ahol 104 bajnoki mérkőzésen 11 gólt szerzett. Kétszer lettek másodikak a bajnokságban és egyszer kupagyőztesek. 1967-től a Ferencváros labdarúgója lett, ahol további sikereket ért el. Kétszer lett bajnok, egyszer ezüstérmes és bronzérmes a zöld-fehérekkel. 1967-1968-as idényben VVK döntős volt a Fradival. Utolsó idényét a VM Egyetértés csapatában töltötte 1971-1972-ben.

### Válogatottban
A magyar olimpiai válogatottban 10 alkalommal szerepelt 1963 és 1964 között és 4 gólt szerzett. Tagja a Tokióban olimpiai aranyérmet szerzett csapatnak.

## Sikerei, díjai

### Klubcsapatban
- Magyar bajnokság
  - bajnok: 1967, 1968
  - 2.: 1963-ősz, 1964, 1970-1971
  - 3.: 1969
- Magyar kupa (MNK)
  - győztes: 1964
- Vásárvárosok kupája (VVK)
  - döntős: 1967-1968

### Válogatottban
- Olimpia
  - Aranyérmes: 1964, Tokió

## Statisztika

### Mérkőzései a válogatottban
| Magyarország | Magyarország      | Magyarország                         | Magyarország  | Magyarország | Magyarország  | Magyarország         | Magyarország | Magyarország |
| #            | Dátum             | Helyszín                             | Hazai         | Eredmény     | Vendég        | Kiírás               | Gólok        | Esemény      |
| ------------ | ----------------- | ------------------------------------ | ------------- | ------------ | ------------- | -------------------- | ------------ | ------------ |
|              | 1964. április 29. | Palma de Mallorca                    | Spanyolország | 1 – 2        | Magyarország  | olimpiai selejtező   | -            |              |
|              | 1964. május 6.    | Budapest, Népstadion                 | Magyarország  | 3 – 0        | Spanyolország | olimpiai selejtező   | -            |              |
|              | 1964. október 11. | Tokió, Olimpiai stadion (JPN)        | Magyarország  | 6 – 0        | Marokkó       | olimpiai B csoport   | -            |              |
|              | 1964. október 15. | Tokió, Komazawa stadion (JPN)        | Magyarország  | 6 – 5        | Jugoszlávia   | olimpiai B csoport   | -            |              |
|              | 1964. október 18. | Jokohama, Mitsuzawa stadion (JPN)    | Magyarország  | 2 – 0        | Románia       | olimpiai negyeddöntő | -            |              |
|              | 1964. október 20. | Tokió, Csicsibu Herceg Stadion (JPN) | Magyarország  | 6 – 0        | Egyiptom      | olimpiai elődöntő    | -            |              |
|              | 1964. október 23. | Tokió, Olimpiai stadion (JPN)        | Csehszlovákia | 1 – 2        | Magyarország  | olimpiai döntő       | -            |              |
|              | Összesen          |                                      |               | 0            | mérkőzés      |                      | 0            | gól          |